# إليك كرايغ
إليك كرايغ (بالإنجليزية: Alec Craig)‏ هو ممثل بريطاني، ولد في 30 ديسمبر 1884 في المملكة المتحدة، وتوفي في 25 يونيو 1945 في الولايات المتحدة.

## أعمال

### أفلام
- (1935) تمرد على السفينة باونتي
- (1939) السيد سميث يذهب إلى واشنطن
- (1941) السيدة هاملتون
- (1941) الشك
- (1941) الشيطان ودانييل وبستر
- (1941) دكتور جيكل ومستر هايد
- (1942) السيدة مينيفر
- (1943) المرأة العنكبوت
- (1944) القلق[5]
- (1945) شجرة تنمو في بروكلين

## وصلات خارجية
- إليك كرايغ على موقع IMDb (الإنجليزية)
- إليك كرايغ على موقع ألو سيني (الفرنسية)
- إليك كرايغ على موقع أول موفي (الإنجليزية)
- إليك كرايغ على موقع قاعدة بيانات الأفلام السويدية (السويدية)
- إليك كرايغ على موقع قاعدة بيانات الفيلم (الإنجليزية)
- إليك كرايغ على موقع كينوبويسك (الروسية)